# Jacek Kiełb
Jacek Kiełb, né le 10 janvier 1988 à Siedlce, est un footballeur professionnel polonais. Il occupe actuellement le poste de milieu de terrain voire d'attaquant au Korona Kielce, club de première division polonaise où il est prêté par le Lech Poznań.

## Biographie

### Découvert au Korona Kielce
Formé au Pogoń Siedlce, club de sa ville natale, Jacek Kiełb rejoint en janvier 2006 le Korona Kielce, alors pensionnaire de première division, pour cinq années. Cantonné au banc de touche ou à l'équipe réserve, il dispute son premier match lors de la dernière journée face au Dyskobolia Grodzisk Wielkopolski, le 13 mai 2006. La saison suivante, il ne joue pas beaucoup plus et ne se signale qu'en Coupe de Pologne. La situation ne s'améliore pas en 2007, Jacek Zielinski, le nouveau coach du Korona, le plaçant en équipe réserve toute la saison. Avec onze unités, il occupe la troisième place du classement des buteurs, permettant à son équipe d'atteindre la deuxième place du championnat. Avec la relégation de l'équipe première en deuxième division et le départ de nombreux cadres, Kiełb devient titulaire en attaque. Il dispute plus de trente rencontres en I liga et participe activement à la remontée de Kielce dans l'élite avec ses sept réalisations. Pour sa première véritable saison en Ekstraklasa, il continue d'enchaîner les matches. Membre de l'équipe espoir de Pologne en 2009, il est appelé pour la première fois en sélection principale pour la King's Cup, compétition non reconnue par la FIFA, en début d'année 2010. Le 17 janvier, il fait ses débuts contre le Danemark, remplaçant Sławomir Peszko à treize minutes de la fin. Six jours plus tard, il est titularisé face à Singapour. De retour en Pologne, il joue toujours autant avec le Korona et finit à la sixième place du classement.

### Signe au Lech Poznań, champion en titre, puis est prêté
Le 10 juin 2010, Kiełb signe un contrat de quatre ans au Lech Poznań, champion en titre,,. Mais avec seulement une année de première division dans les jambes, Kiełb n'arrive pas à s'imposer au sein d'un effectif beaucoup plus étoffé qu'à Kielce, et même s'il joue trente-deux fois dans la saison n'est titulaire qu'à quatorze reprises.
En août 2011, n'entrant toujours pas dans les plans de l'entraîneur José Bakero, il est prêté à son ancien club pour une année.

## Palmarès
- Finaliste de la Coupe de Pologne : 2011